# Ян Шаншань
Ян Шаншань (*楊上善, 585 —670) — китайський лікар та державний службовець часів династій Суй та Тан.

## Життєпис
Народився у 585 році. Про місце народження нічого не відомо. Замолоду вивчав медичну науку. Про перші кроки кар'єри немає чітких відомостей. Проте вже за імператора Ян-ді був відомим лікарем й займав посаду придворного медика.
Своє становище Ян Шаншань зберіг й за нової династії Тан. За імператора Гао-цзуна у 656–660 роках обіймав посаду вченого-цензора. До кінця життя користувався підтримкою імператора.

## Медична діяльність
У 666 році за наказом імператора Гао-цзуна почав написання книгу-коментаря «Хуанді ней цзін тай су» («Найбільша простота Канону Жовтого імператора про внутрішнє»), в якій справив систематизоване дослідження «Хуанді ней цзін» («Канон Жовтого імператора про внутрішнє»), забезпечивши текст своїми коментарями.
Особливу увагу приділяв чженьцзю-терапії. Є автором книги «Хуанді ней цзінмін тан» ("Точки зі Світлої зали «Канону Жовтого імператора про внутрішнє»), спеціально присвяченій канальним точкам. За часів правління династії Тан ця книга вважалася основним навчальним посібником у процесі навчання чженьцзю-терапії. Згодом була загублена (зберігся лише один том-цзюань із 30).